# George Cortlever
Johan George Cortlever (Amsterdam, 4 agosto 1885 – Amsterdam, 14 aprile 1972) è stato un nuotatore e pallanuotista olandese.
Ha partecipato ai Giochi Londra 1908, gareggiando nella gara dei 100 metri stile libero ed al torneo di pallanuoto, ed ai Giochi Anversa 1920, gareggiando solo nel torneo di pallanuoto.